# Gerhard Szczesny

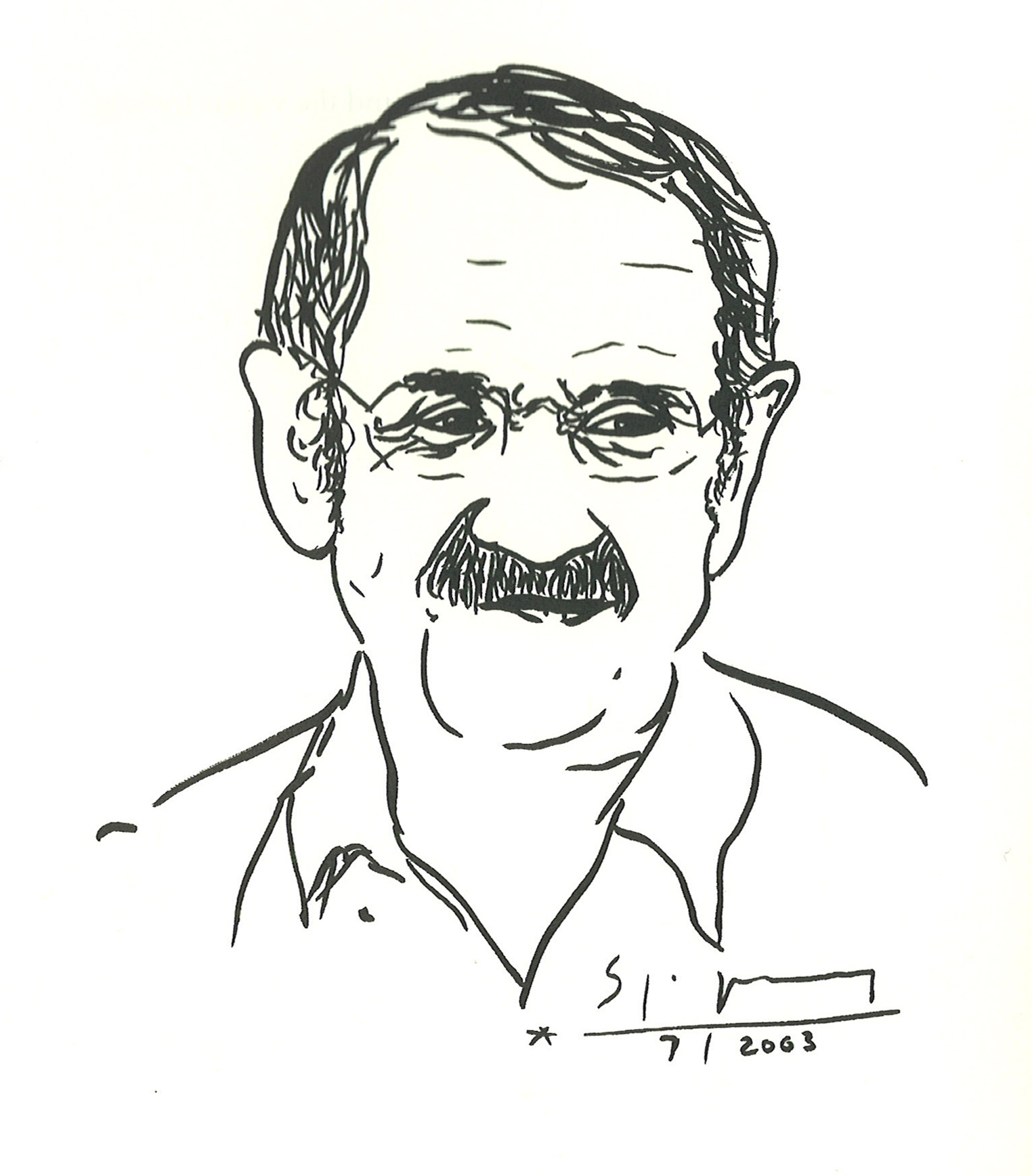
Gerhard Szczesny, gezeichnet von seinem Sohn Stefan Szczesny

Gerhard Szczesny (* 31. Juli 1918 in Sallewen, Ostpreußen; † 28. Oktober 2002 in München) war ein deutscher Philosoph, Publizist und Journalist.

## Werdegang
Szczesny studierte Philosophie, Literaturgeschichte und Publizistik in Königsberg, Berlin und München. Während des Studiums in Berlin gehörte er der dortigen Kameradschaft Ruhe des NSD-Studentenbundes an. 1940 wurde er zum Dr. phil. promoviert. Von 1941 bis 1945 nahm er als Soldat (Ostfront) am Zweiten Weltkrieg teil. Von 1947 bis 1962 war Szczesny als Redakteur beim Bayerischen Rundfunk beschäftigt. Zunächst war er Leiter des Nachtstudios, dann des Sonderprogramms.
In dieser Zeit hatte Szczesny Kontakt zur Föderation freiheitlicher Sozialisten. Insbesondere wollte er die Ausführungen von Rudolf Rocker aus der Publikation „Zur Betrachtung der Lage in Deutschland“ dem Rundfunk-Publikum zugänglich machen. Mit der Streitschrift Die Zukunft des Unglaubens. Zeitgemäße Betrachtungen eines Nichtchristen (1958) protestierte er gegen die Lage der Nichtchristen in einer vermeintlich christlich dominierten Gesellschaft.
1961 begründete er zusammen mit Fritz Bauer und Erwin Fischer die Humanistische Union in München, deren Vorsitz er von 1961 bis 1968 ausübte. Von 1962 bis 1968 leitete er den von ihm gegründeten Gerhard Szczesny Verlag, in dem er neben zahlreichen anderen Publikationen (Bertrand Russell: Warum ich kein Christ bin) die Zeitschrift Club Voltaire – Jahrbuch für kritische Aufklärung veröffentlichte. Darin schrieben so gegensätzliche Autoren wie Agnes Heller, Karl Steinbuch, Wolfgang Abendroth, Ernst Topitsch, Günter Grass, Hans Albert oder Alexander Mitscherlich. Der Verlag scheiterte finanziell.
In den 1980ern trat er aus der SPD wie aus der Humanistischen Union aus und näherte sich der Katholischen Integrierten Gemeinde an.
Der Nachlass seiner beruflichen, publizistischen und gesellschaftspolitischen Tätigkeit befindet sich im Archiv des Instituts für Zeitgeschichte (IfZ) in München.

## Familie
In erster Ehe war Szczesny verheiratet mit Anna, geb. Ozana – ein Sohn Alexander –, in zweiter Ehe mit Martha, geb. Meuffels – ein Sohn Stefan Szczesny und eine Tochter Claudia Szczesny-Friedmann – und in dritter Ehe mit Anemone, geb. Friedmann.

## Werke (Auswahl)
- Europa und die Anarchie der Seele. Desch, München 1946.
- Die Zukunft des Unglaubens. Zeitgemäße Betrachtungen eines Nichtchristen. List, München 1958.
- (als Hrsg.): Die Antwort der Religionen auf 31 Fragen. Szczesny, München 1964 und Bertelsmann Lesering 1965.
- Das Leben des Galilei und der Fall Bertolt Brecht. Ullstein, Frankfurt am Main 1966.
- (Einführung zu): Joachim Kahl: Das Elend des Christentums oder Plädoyer für eine Humanität ohne Gott. Rowohlt, Reinbek bei Hamburg 1968.
- Das sogenannte Gute. Vom Unvermögen der Ideologen. Rowohlt, Reinbek bei Hamburg 1971, ISBN 3-498-06097-X.
- Die Zukunft des Unglaubens. Zeitgemässe Betrachtungen eines Nichtchristen. Mit dem erweiterten Briefwechsel Friedrich Heer–Gerhard Szczesny. List, München 1972, ISBN 3-471-60387-5.
- Disziplinierung der Demokratie oder Die vierte Stufe der Freiheit. Rowohlt, Reinbek bei Hamburg 1974, ISBN 3-498-06106-2.
- (als Hrsg.): Marxismus – ernstgenommen. Ein Universalsystem auf dem Prüfstand der Wissenschaft. Rowohlt, Reinbek bei Hamburg 1975, ISBN 3-499-16933-9.
- Ein Buddha für das Abendland. Bericht über das Auftreten und Wirken des Prinzen Lankavira sowie eine Aufzeichnung seiner Gespräche mit dem Ehrwürdigen Suguta Thera. Rowohlt, Reinbek bei Hamburg 1976, ISBN 3-498-06116-X.
- Mögen alle Sorben glücklich sein. Tagebuch einer Machtergreifung. List, München 1980, ISBN 3-471-77218-9.
- Vom Unheil der totalen Demokratie. Erfahrungen mit dem Fortschritt. List, München 1983, ISBN 3-471-78623-6.
- Bertolt Brechts „Leben des Galilei“. Dichtung und Wirklichkeit. Bouvier, Bonn 1986, ISBN 3-416-01832-X.
- Als die Vergangenheit Gegenwart war. Lebensanlauf eines Ostpreußen. Ullstein, Frankfurt am Main/Berlin 1991 (erw. Ausgabe), ISBN 3-548-33153-X.
- Die eine Botschaft und die vielen Irrwege. Notizen zur Geschichte buddhistischer Erkenntnis- und Erlösungssuche. Königshausen und Neumann, Würzburg 2004, ISBN 3-8260-2707-8.